# Fo Patera
La Fo Patera è una struttura geologica della superficie di Io.